# KEGG PATHWAY Database
La KEGG PATHWAY Database (nota più semplicemente come KEGG) è una delle più importanti banche dati bioinformatiche, realizzata dall'Università di Kyōto. Contiene informazioni sui pathway metabolici della cellula, focalizzando l'attenzione anche sulle variazioni delle vie metaboliche tra diversi organismi viventi. 
Una delle ambizioni del progetto KEGG è riunire insieme le informazioni rese disponibili da diversi approcci bioinformatici, quali la trascrittomica, la metilomica (nota anche come epigenomica), la metabolomica e la proteomica.
La KEGG è parte della Kyoto Encyclopedia of Genes and Genomes.